# Liste der Gerechten unter den Völkern aus Bosnien und Herzegowina

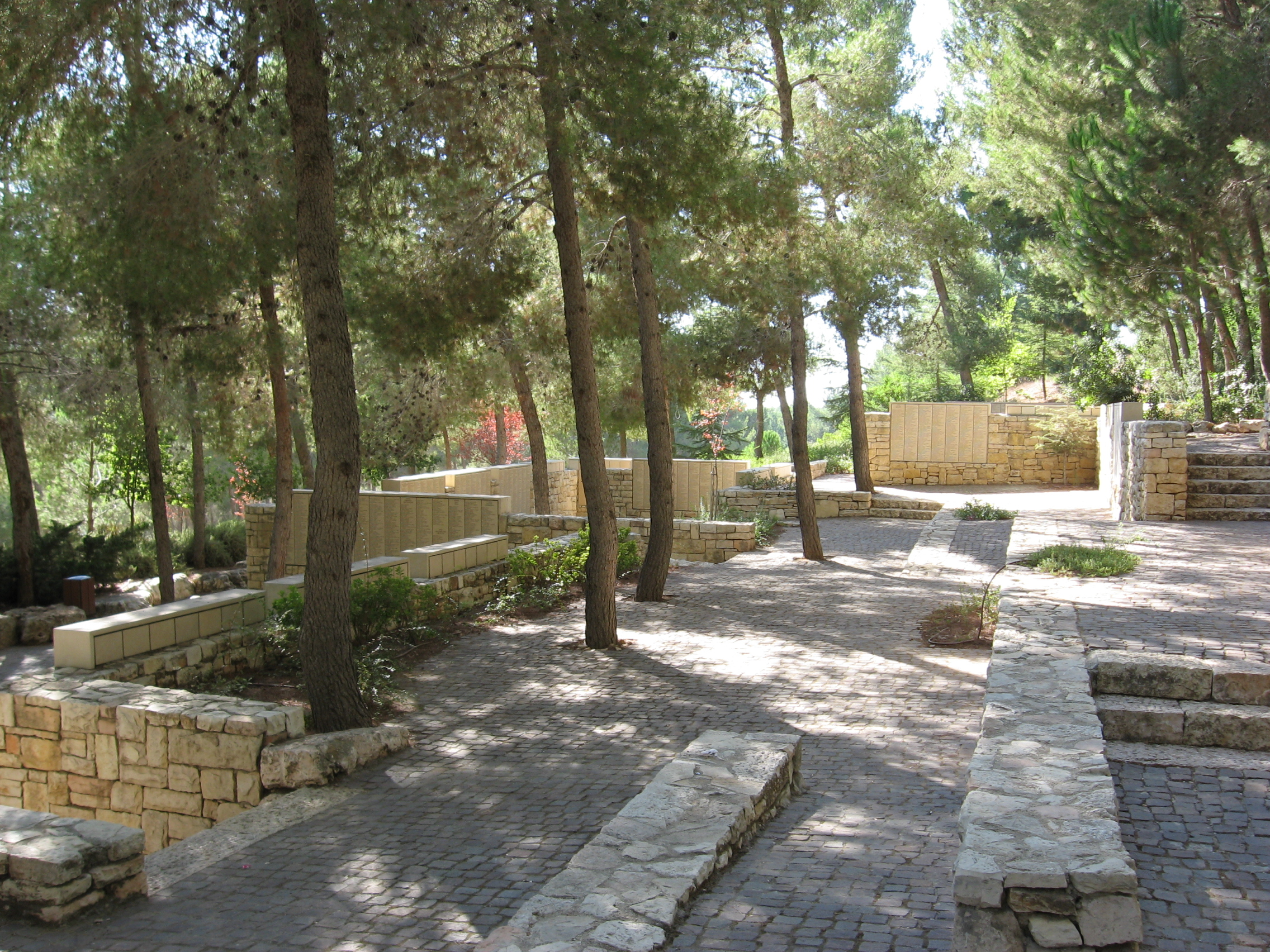
Der Garten der Gerechten unter den Völkern

Die Liste der Gerechten unter den Völkern aus Bosnien und Herzegowina führt in alphabetischer Reihenfolge diejenigen Bosnier und Bosnierinnen auf, die von der Gedenkstätte Yad Vashem mit dem Titel Gerechter unter den Völkern geehrt wurden.

## Hintergrund
Am 6. April 1941 griff die deutsche Wehrmacht im Zweiten Weltkrieg das Königreich Jugoslawien und das Königreich Griechenland an und besetzte im Rahmen ihres Balkanfeldzuges beide Länder innerhalb weniger Wochen. Die Invasion der Wehrmacht wurde von italienischen, bulgarischen und ungarischen Truppen unterstützt. Das Königreich Jugoslawien wurde zerschlagen und Bosnien-Herzegowina wurde ein Teil des faschistischen Vasallenstaates Unabhängiger Staat Kroatien (kurz: USK). Auf dem Gebiet des USK waren deutsche und (bis 1943) italienische Besatzungstruppen stationiert, die von verbündeten kroatischen Streitkräften unterstützt wurden. Der USK übernahm sinngemäß die Nürnberger Gesetze und betrieb die systematische Verfolgung sowie die Ermordung von ethnischen Minderheiten wie Serben, Juden und Roma und Oppositionellen.
Vor dem Zweiten Weltkrieg gab es etwa 14.000 Juden in Bosnien und Herzegowina, davon 10.000 in Sarajevo, was etwa zehn Prozent der Stadtbevölkerung ausmachte. Während des Holocausts wurden im Unabhängigen Staat Kroatien 10.000 Juden ermordet. 
Israel hat nach der Staatsgründung 1948 den Ehrentitel Gerechter unter den Völkern (hebräisch חסיד אומות העולם Chassid Umot ha-Olam) eingeführt, um nichtjüdische Einzelpersonen zu ehren, die unter nationalsozialistischer Herrschaft während des Zweiten Weltkriegs ihr Leben einsetzten, um Juden vor der Ermordung zu retten.
49 Bosnierinnen und Bosnier erhielten bisher für die Rettung jüdischer Mitbürger den Titel Gerechter unter den Völkern.

## Liste
Die Liste ist alphabetisch nach Nachnamen geordnet. Hinter dem Namen ist jeweils das Geburtsdatum, das Sterbedatum, der Ort der Rettungsaktion, der Grund der Ehrung und das Jahr der Ehrung angegeben. Die Schreibweise der Namen folgt der Liste von Yad Vashem, die gewisse in den serbokroatischen Sprachen übliche Buchstaben nicht kennt, also z. B. „c“ statt „č“ schreibt.
Gerade bei den Staaten, die nach dem Zerfall Jugoslawiens ab 1991 entstanden sind, gibt es häufig Uneinigkeit über die nationale Zugehörigkeit der Retter, woraus sich Abweichungen zwischen verschiedenen Quellen ergeben können. Z. B. werden Josip Eberhardt & Rozika Eberhardt in anderen Quellen als Kroaten geführt.
| Name                  | Geboren | Gestorben     | Ort der Rettung           | Grund der Ehrung | Jahr |
| --------------------- | ------- | ------------- | ------------------------- | --- | ---- |
| Mirjana Andrejevic    |         |               | Vukovar                   | Mirjana Andrejevic, ein Dienstmädchen und ihr Freund Silvestar Zubić, ein Religionslehrer, versteckten in Vukovar die Jüdin Batya Gat. | 2019 |
| Nevenka Baric         |         |               | Sarajevo und Split        | Nevenka Baric, eine junge Studentin aus Sarajevo und ihr kommunistischer Freund Velkjo Dzikovic versteckten 1941 die Jüdin Gonda Israel für kurze Zeit in ihrer Wohnung in Sarajevo und schmuggelten sie mit einem gefälschten Studentenausweis von hier nach Split, das damals in der italienischen Besatzungszone lag. | 2001 |
| Zekira Besirevic      | 1921    |               | Sarajevo                  | Zekira Besirevic, eine Muslimin, und Roza Sober-Dragoje, eine Christin, arbeiteten im Schönheitssalon von Mordo Albahari, eines Juden aus Sarajewo. Als die Deportationen begannen versteckten sie ihren Arbeitgeber und dessen Nichte Gracija Kamhi zunächst in ihren Wohnungen, später für mehrere Monate im Laden von Mordo Albahari und versorgten sie mit allem Lebensnotwendigen. | 2000 |
| Marko Bozic           |         |               | Stojanovići               | Marko Bozic, ein Kommunist aus dem Bergdorf Stojanovići, und seine Familie versteckten von März 1942 bis Mai 1945 die dreiköpfige jüdische Familie Sinković-Singer aus Osijek auf ihrem Dachboden. | 1989 |
| Andjelka Brkic        |         |               | Sarajevo und Dubrovnik    | Andjelka Brkić rettete 1941 in Sarajevo ihren jüdischen Ehemann aus zweiter Ehe Josef Brkić und dessen Schwester Nela und ihre Familie vor der Deportation. Die Genannten konnten sich 14 Tage in der Wohnung von Andjelka Brkić verstecken sie beschaffte in dieser Zeit für alle falsche Papiere, mit denen sie nach Dubrovnik fliehen konnten. | 1996 |
| Josip Eberhardt       |         |               | Sarajevo                  | Josip Eberhardt und seine Frau Rosina Eberhardt versteckten in ihrem Haus in Sarajewo von September bis Oktober 1941 die vierköpfige jüdische Familie Kabilio. Josip Eberhardt besorgte seinem Arbeitgeber Leon Kabillo, dessen Frau Natalia und ihrem Sohn Yitzhak sowie Leon Kabilios Bruder falsche Ausweispapiere, mit denen sie nach Mostar ziehen konnten, das in der italienischen Besatzungszone lag. | 1995 |
| Rozika Eberhardt      |         |               | Sarajevo                  | Josip Eberhardt und seine Frau Rosina Eberhardt versteckten in ihrem Haus in Sarajewo von September bis Oktober 1941 die vierköpfige jüdische Familie Kabilio. Josip Eberhardt besorgte seinem Arbeitgeber Leon Kabillo, dessen Frau Natalia und ihrem Sohn Yitzhak sowie Leon Kabilios Bruder falsche Ausweispapiere, mit denen sie nach Mostar ziehen konnten, das in der italienischen Besatzungszone lag. | 1995 |
| Hasija Fazlinovic     |         |               | Osijek, Zagreb und Mostar | Hasija Fazlinovic, eine Muslimin, lebte mit ihrem Ehemann Sulejman Fazlinovic in den 1930er Jahren in Sarajevo. Das Ehepaar Fazlinovic war befreundet mit den jüdischen Nachbarsfamilien Israel, Levy und Altarac. Kurz vor Ausbruch des Krieges zog das Ehepaar Fazlinovic nach Zagreb, wo Sulejman bei der Eisenbahn arbeitete. Im Herbst 1941 deportierte die Ustascha die Juden aus Sarajevo in Konzentrationslager, darunter auch die Familien Israel, Levy und Altarac, die in das Lager Djakovo bei Osijek verschleppt wurden. Die jüdischen Gemeinde in Osijek erreichte die Freilassung der jüdischen Kinder aus dem Lager, darunter die achtjährige Sida Levy, Albert und Miriam Israel (zehn bzw. fünf Jahre alt) und die fünfjährige Lea Altarac. Dem Ehepaar Fazlinovic gelang es den Aufenthaltsort der Kinder ausfindig zu machen, sie zu verstecken und nach Mostar in Sicherheit zu bringen. | 1980 |
| Sulejman Fazlinovic   |         | 1943          | Osijek, Zagreb und Mostar | Hasija Fazlinovic, eine Muslimin, lebte mit ihrem Ehemann Sulejman Fazlinovic in den 1930er Jahren in Sarajevo. Das Ehepaar Fazlinovic war befreundet mit den jüdischen Nachbarsfamilien Israel, Levy und Altarac. Kurz vor Ausbruch des Krieges zog das Ehepaar Fazlinovic nach Zagreb, wo Sulejman bei der Eisenbahn arbeitete. Im Herbst 1941 deportierte die Ustascha die Juden aus Sarajevo in Konzentrationslager, darunter auch die Familien Israel, Levy und Altarac, die in das Lager Djakovo bei Osijek verschleppt wurden. Die jüdischen Gemeinde in Osijek erreichte die Freilassung der jüdischen Kinder aus dem Lager, darunter die achtjährige Sida Levy, Albert und Miriam Israel (zehn bzw. fünf Jahre alt) und die fünfjährige Lea Altarac. Dem Ehepaar Fazlinovic gelang es den Aufenthaltsort der Kinder ausfindig zu machen, sie zu verstecken und nach Mostar in Sicherheit zu bringen. | 1980 |
| Franjo Griner         |         |               | Mostar                    | Franjo Griner, ein Gärtner, und seine Frau Lidija Griner, eine Klavierlehrerin, versteckten in ihrem Haus in Mostar bei ihren vier Kindern das jüdische Mädchen Aliza Werdisheim. Das Mädchen wurde den Griners 1942 krank von der jüdischen Flüchtlingsfamilie Werdisheim aus Leoben anvertraut, die in Čapljina vorübergehende Zuflucht gefunden hatten, bevor sie nach September 1943 von den Deutschen deportiert wurden. Die Griners versteckten Aliza Werdisheim bis Kriegsende in Mostar und verschiedenen anderen Orten. | 1992 |
| Lidija Griner         |         |               | Mostar                    | Franjo Griner, ein Gärtner, und seine Frau Lidija Griner, eine Klavierlehrerin, versteckten in ihrem Haus in Mostar bei ihren vier Kindern das jüdische Mädchen Aliza Werdisheim. Das Mädchen wurde den Griners 1942 krank von der jüdischen Flüchtlingsfamilie Werdisheim aus Leoben anvertraut, die in Čapljina vorübergehende Zuflucht gefunden hatten, bevor sie nach September 1943 von den Deutschen deportiert wurden. Die Griners versteckten Aliza Werdisheim bis Kriegsende in Mostar und verschiedenen anderen Orten. | 1992 |
| Bachriya Hardaga      |         |               | Sarajevo                  | Mustafa Hardaga und seine Frau Zayneba Hardaga sowie sein Bruder Izet Hardaga und dessen Frau Bachriya, zwei fromme, patriarchalische muslimische Ehepaare aus Sarajevo, versteckten ab April 1941 in ihrem Haus die vierköpfige jüdische Nachbarsfamilie Kabilio, deren Haus nach der Bombardierung von Sarajevo zerstört worden war. Da das Haus der Hardagas gegenüber vom Hauptquartier der Gestapo in Sarajevo lag, fand Josef Kabilio bald Wege, seine Familie nach Mostar zu bringen, das damals in der italienischen Besatzungszone lag, während er sich in einem Krankenhaus versteckte. Josef Kabilio wurde jedoch verraten, inhaftiert und zur Zwangsarbeit in Sarajevo gezwungen. Er konnte fliehen und wurde wieder für zwei Monate in das Haus der Hardagas aufgenommen, die ihn dann ebenfalls nach Mostar schmuggelten. | 1984 |
| Izet Hardaga          |         |               | Sarajevo                  | Mustafa Hardaga und seine Frau Zayneba Hardaga sowie sein Bruder Izet Hardaga und dessen Frau Bachriya, zwei fromme, patriarchalische muslimische Ehepaare aus Sarajevo, versteckten ab April 1941 in ihrem Haus die vierköpfige jüdische Nachbarsfamilie Kabilio, deren Haus nach der Bombardierung von Sarajevo zerstört worden war. Da das Haus der Hardagas gegenüber vom Hauptquartier der Gestapo in Sarajevo lag, fand Josef Kabilio bald Wege, seine Familie nach Mostar zu bringen, das damals in der italienischen Besatzungszone lag, während er sich in einem Krankenhaus versteckte. Josef Kabilio wurde jedoch verraten, inhaftiert und zur Zwangsarbeit in Sarajevo gezwungen. Er konnte fliehen und wurde wieder für zwei Monate in das Haus der Hardagas aufgenommen, die ihn dann ebenfalls nach Mostar schmuggelten. | 1984 |
| Mustafa Hardaga       |         |               | Sarajevo                  | Mustafa Hardaga und seine Frau Zayneba Hardaga sowie sein Bruder Izet Hardaga und dessen Frau Bachriya, zwei fromme, patriarchalische muslimische Ehepaare aus Sarajevo, versteckten ab April 1941 in ihrem Haus die vierköpfige jüdische Nachbarsfamilie Kabilio, deren Haus nach der Bombardierung von Sarajevo zerstört worden war. Da das Haus der Hardagas gegenüber vom Hauptquartier der Gestapo in Sarajevo lag, fand Josef Kabilio bald Wege, seine Familie nach Mostar zu bringen, das damals in der italienischen Besatzungszone lag, während er sich in einem Krankenhaus versteckte. Josef Kabilio wurde jedoch verraten, inhaftiert und zur Zwangsarbeit in Sarajevo gezwungen. Er konnte fliehen und wurde wieder für zwei Monate in das Haus der Hardagas aufgenommen, die ihn dann ebenfalls nach Mostar schmuggelten. | 1984 |
| Zejneba Hardaga       | 1918    | 23. Okt. 1994 | Sarajevo                  | Mustafa Hardaga und seine Frau Zayneba Hardaga sowie sein Bruder Izet Hardaga und dessen Frau Bachriya, zwei fromme, patriarchalische muslimische Ehepaare aus Sarajevo, versteckten ab April 1941 in ihrem Haus die vierköpfige jüdische Nachbarsfamilie Kabilio, deren Haus nach der Bombardierung von Sarajevo zerstört worden war. Da das Haus der Hardagas gegenüber vom Hauptquartier der Gestapo in Sarajevo lag, fand Josef Kabilio bald Wege, seine Familie nach Mostar zu bringen, das damals in der italienischen Besatzungszone lag, während er sich in einem Krankenhaus versteckte. Josef Kabilio wurde jedoch verraten, inhaftiert und zur Zwangsarbeit in Sarajevo gezwungen. Er konnte fliehen und wurde wieder für zwei Monate in das Haus der Hardagas aufgenommen, die ihn dann ebenfalls nach Mostar schmuggelten. | 1984 |
| Rezak Hatibovic       |         |               | Sarajevo                  | Die muslimischen Brüder Rezak und Sulejman Hatibović aus Sarajevo versorgten 1941 die jüdische Nachbarsfamilie Atias (Lunčika Atias, ihre Mutter und ihre Schwester) mit Lebensmitteln und Holz zum Heizen, brachten die erkrankte Lunčika Atias ins Krankenhaus und ließen sie als ihre Schwester registrieren und verschafften den drei jüdischen Frauen ein sicheres Versteck. Die Frauen blieben bis zum Ende des Krieges in der Obhut der Brüder Hatibović. Während des Krieges halfen die Brüder auch einer zweiten Nachbarsfamilie (Flora Altarac, ihrer Mutter und ihrer Schwester), die von der Polizei gesucht wurde. Sie schafften ein Versteck für sie in ihrer Wohnung und schmuggelten sie später aus der Stadt heraus in eine sicherere Unterkunft. | 1997 |
| Sulejman Hatibovic    |         |               | Sarajevo                  | Die muslimischen Brüder Rezak und Sulejman Hatibović aus Sarajevo versorgten 1941 die jüdische Nachbarsfamilie Atias (Lunčika Atias, ihre Mutter und ihre Schwester) mit Lebensmitteln und Holz zum Heizen, brachten die erkrankte Lunčika Atias ins Krankenhaus und ließen sie als ihre Schwester registrieren und verschafften den drei jüdischen Frauen ein sicheres Versteck. Die Frauen blieben bis zum Ende des Krieges in der Obhut der Brüder Hatibović. Während des Krieges halfen die Brüder auch einer zweiten Nachbarsfamilie (Flora Altarac, ihrer Mutter und ihrer Schwester), die von der Polizei gesucht wurde. Sie schafften ein Versteck für sie in ihrer Wohnung und schmuggelten sie später aus der Stadt heraus in eine sicherere Unterkunft. | 1997 |
| Esma Kapetanovic      | 1916    |               | Bosanski Novi             | Semso Kapetanovic, ein Postbote aus Bosanski Novi, seine Mutter Sultanija Kapetanovic sowie seine Schwestern Hasna Kapetanovic, Esma Kozarcanin-Kapetanovic und Vasva Kapetanovic versteckten von April 1941 bis zu ihrer Ausreise in die Schweiz Mitte 1942 in ihrem Haus und einer Unterkunft in den Bergen die vierköpfige jüdische Familie Sonnenschein, die aus Slowenien stammte. Aufgrund von Denunziationen wurden Sultanija Kapetanovic und ihre beiden Töchter Vasva und Esma später in ein Lager in Prijedor und die dritte Tochter Hasna in das Konzentrationslager Stara Gradiška deportiert. Semso Kapetanovic gelang es vor der Verhaftung der restlichen Familie zu fliehen. Ein Jahr später wurden die vier Frauen entlassen und kehrten nach Bosanski Novi zurück. Die Mutter starb nach kurzer Zeit und Hasna starb kurz nach der Befreiung. | 2001 |
| Hasna Kapetanovic     |         | 1945          | Bosanski Novi             | Semso Kapetanovic, ein Postbote aus Bosanski Novi, seine Mutter Sultanija Kapetanovic sowie seine Schwestern Hasna Kapetanovic, Esma Kozarcanin-Kapetanovic und Vasva Kapetanovic versteckten von April 1941 bis zu ihrer Ausreise in die Schweiz Mitte 1942 in ihrem Haus und einer Unterkunft in den Bergen die vierköpfige jüdische Familie Sonnenschein, die aus Slowenien stammte. Aufgrund von Denunziationen wurden Sultanija Kapetanovic und ihre beiden Töchter Vasva und Esma später in ein Lager in Prijedor und die dritte Tochter Hasna in das Konzentrationslager Stara Gradiška deportiert. Semso Kapetanovic gelang es vor der Verhaftung der restlichen Familie zu fliehen. Ein Jahr später wurden die vier Frauen entlassen und kehrten nach Bosanski Novi zurück. Die Mutter starb nach kurzer Zeit und Hasna starb kurz nach der Befreiung. | 2001 |
| Semso Kapetanovic     | 1922    |               | Bosanski Novi             | Semso Kapetanovic, ein Postbote aus Bosanski Novi, seine Mutter Sultanija Kapetanovic sowie seine Schwestern Hasna Kapetanovic, Esma Kozarcanin-Kapetanovic und Vasva Kapetanovic versteckten von April 1941 bis zu ihrer Ausreise in die Schweiz Mitte 1942 in ihrem Haus und einer Unterkunft in den Bergen die vierköpfige jüdische Familie Sonnenschein, die aus Slowenien stammte. Aufgrund von Denunziationen wurden Sultanija Kapetanovic und ihre beiden Töchter Vasva und Esma später in ein Lager in Prijedor und die dritte Tochter Hasna in das Konzentrationslager Stara Gradiška deportiert. Semso Kapetanovic gelang es vor der Verhaftung der restlichen Familie zu fliehen. Ein Jahr später wurden die vier Frauen entlassen und kehrten nach Bosanski Novi zurück. Die Mutter starb nach kurzer Zeit und Hasna starb kurz nach der Befreiung. | 2001 |
| Sultanija Kapetanovic |         | 1943          | Bosanski Novi             | Semso Kapetanovic, ein Postbote aus Bosanski Novi, seine Mutter Sultanija Kapetanovic sowie seine Schwestern Hasna Kapetanovic, Esma Kozarcanin-Kapetanovic und Vasva Kapetanovic versteckten von April 1941 bis zu ihrer Ausreise in die Schweiz Mitte 1942 in ihrem Haus und einer Unterkunft in den Bergen die vierköpfige jüdische Familie Sonnenschein, die aus Slowenien stammte. Aufgrund von Denunziationen wurden Sultanija Kapetanovic und ihre beiden Töchter Vasva und Esma später in ein Lager in Prijedor und die dritte Tochter Hasna in das Konzentrationslager Stara Gradiška deportiert. Semso Kapetanovic gelang es vor der Verhaftung der restlichen Familie zu fliehen. Ein Jahr später wurden die vier Frauen entlassen und kehrten nach Bosanski Novi zurück. Die Mutter starb nach kurzer Zeit und Hasna starb kurz nach der Befreiung. | 2001 |
| Vasva Kapetanovic     | 1921    |               | Bosanski Novi             | Semso Kapetanovic, ein Postbote aus Bosanski Novi, seine Mutter Sultanija Kapetanovic sowie seine Schwestern Hasna Kapetanovic, Esma Kozarcanin-Kapetanovic und Vasva Kapetanovic versteckten von April 1941 bis zu ihrer Ausreise in die Schweiz Mitte 1942 in ihrem Haus und einer Unterkunft in den Bergen die vierköpfige jüdische Familie Sonnenschein, die aus Slowenien stammte. Aufgrund von Denunziationen wurden Sultanija Kapetanovic und ihre beiden Töchter Vasva und Esma später in ein Lager in Prijedor und die dritte Tochter Hasna in das Konzentrationslager Stara Gradiška deportiert. Semso Kapetanovic gelang es vor der Verhaftung der restlichen Familie zu fliehen. Ein Jahr später wurden die vier Frauen entlassen und kehrten nach Bosanski Novi zurück. Die Mutter starb nach kurzer Zeit und Hasna starb kurz nach der Befreiung. | 2001 |
| Borislav Komljenovic  |         |               | Sarajevo                  | Borislav Komljenovic, der Sohn eines orthodoxen Priesters, seine Schwester Borjana Komljenovic und seine Mutter Ljeposava Komljenovic versteckten 1941 für einige Zeit Benjamin Urbach, den Sohn des aschkenasischen Oberrabbiners von Sarajewo, auf dem Dachboden ihres Hauses. Urbach war ein enger Freund und ehemaliger Klassenkamerad von Borislav Komljenovic. Ausgestattet mit falschen Ausweispapieren, die seine Mutter beschafft hatte, gelang des Benjamin Urbach nach einiger Zeit nach Mostar zu fliehen, das in der italienischen Besatzungszone lag. | 1995 |
| Borjana Komljenovic   |         |               | Sarajevo                  | Borislav Komljenovic, der Sohn eines orthodoxen Priesters, seine Schwester Borjana Komljenovic und seine Mutter Ljeposava Komljenovic versteckten 1941 für einige Zeit Benjamin Urbach, den Sohn des aschkenasischen Oberrabbiners von Sarajewo, auf dem Dachboden ihres Hauses. Urbach war ein enger Freund und ehemaliger Klassenkamerad von Borislav Komljenovic. Ausgestattet mit falschen Ausweispapieren, die seine Mutter beschafft hatte, gelang des Benjamin Urbach nach einiger Zeit nach Mostar zu fliehen, das in der italienischen Besatzungszone lag. | 1995 |
| Ljeposava Komljenovic |         |               | Sarajevo                  | Borislav Komljenovic, der Sohn eines orthodoxen Priesters, seine Schwester Borjana Komljenovic und seine Mutter Ljeposava Komljenovic versteckten 1941 für einige Zeit Benjamin Urbach, den Sohn des aschkenasischen Oberrabbiners von Sarajewo, auf dem Dachboden ihres Hauses. Urbach war ein enger Freund und ehemaliger Klassenkamerad von Borislav Komljenovic. Ausgestattet mit falschen Ausweispapieren, die seine Mutter beschafft hatte, gelang des Benjamin Urbach nach einiger Zeit nach Mostar zu fliehen, das in der italienischen Besatzungszone lag. | 1995 |
| Dervis Korkut         | 1888    |               | Sarajevo                  | Dervis Korkut, der Kurator des städtischen Museums in Sarajevo und seine Frau Servet Korkut versteckten 1942 in ihrem Haus die jüdische Partisanin Donkica Papo, die nach Sarajevo zurückgekehrt war, da ihre Partisaneneinheit in einen Hinterhalt geraten war und sich aufgelöst hatte. Als muslimische Dienerin getarnt lebte sie fünf Monate im Haus der Korkuts. Dervis Korkut rettete außerdem die berühmte Sarajevo-Haggada aus dem 14. Jahrhundert vor dem Zugriff des Einsatzstabes Reichsleiter Rosenberg, einer von den Deutschen gegründeten Organisation zur Plünderung der Kultur- und Kunstschätze der Juden. Er verwahrte sie in seinem Haus und gab sie nach dem Krieg an das städtische Museum zurück. | 1994 |
| Servet Korkut         |         |               | Sarajevo                  | Dervis Korkut, der Kurator des städtischen Museums in Sarajevo und seine Frau Servet Korkut versteckten 1942 in ihrem Haus die jüdische Partisanin Donkica Papo, die nach Sarajevo zurückgekehrt war, da ihre Partisaneneinheit in einen Hinterhalt geraten war und sich aufgelöst hatte. Als muslimische Dienerin getarnt lebte sie fünf Monate im Haus der Korkuts. Dervis Korkut rettete außerdem die berühmte Sarajevo-Haggada aus dem 14. Jahrhundert vor dem Zugriff des Einsatzstabes Reichsleiter Rosenberg, einer von den Deutschen gegründeten Organisation zur Plünderung der Kultur- und Kunstschätze der Juden. Er verwahrte sie in seinem Haus und gab sie nach dem Krieg an das städtische Museum zurück. | 1994 |
| Andrija Latal         | 1894    | 1969          | Sarajevo                  | Andrija Latal, ein Eisenbahnmitarbeiter, war verheiratet mit der Jüdin Amalija Brod. Das Ehepaar lebte mit der gemeinsamen Tochter Lyerka Latal in Sarajevo. Aufgrund des wachsenden Antisemitismus war die Familie Latal noch vor dem Einmarsch der Deutschen in eine neue Wohnung gezogen, ohne den Behörden ihren Wohnortwechsel zu melden und war hier vor Verfolgungen geschützt. In dieser Wohnung versteckte das Ehepaar Latal von September 1943 bis Mai 1945 zusätzlich drei Verwandte von Amalija Brod. | 2006 |
| Mato Milosevic        |         |               | Sarajevo                  | Die Brüder Vid Milosevic und Mato Milosevic waren Schreiner und hatten in Sarajevo im Stadtzentrum eine gemeinsame Schreinerei. In ihrer Werkstatt versteckten sie nach dem Einmarsch Deutschlands und seiner Verbündeten in Jugoslawien im April 1941 ihren jüdischen Freund Leon Altarac, der ebenfalls Schreiner war. Mit der Verschärfung der Judenverfolgung fanden weitere Juden in ihrer Werkstatt Zuflucht, darunter Moris Salom, Haim Altarac, Mika Altarac, Josef Stern und die beiden Brüder Daniti. Die Brüder Milosevic und alle dort anwesenden Juden wurden jedoch im Juni 1941 von der Ustascha verhaftet und ins Konzentrationslager Jasenovac gebracht. | 1997 |
| Vid Milosevic         |         |               | Sarajevo                  | Die Brüder Vid Milosevic und Mato Milosevic waren Schreiner und hatten in Sarajevo im Stadtzentrum eine gemeinsame Schreinerei. In ihrer Werkstatt versteckten sie nach dem Einmarsch Deutschlands und seiner Verbündeten in Jugoslawien im April 1941 ihren jüdischen Freund Leon Altarac, der ebenfalls Schreiner war. Mit der Verschärfung der Judenverfolgung fanden weitere Juden in ihrer Werkstatt Zuflucht, darunter Moris Salom, Haim Altarac, Mika Altarac, Josef Stern und die beiden Brüder Daniti. Die Brüder Milosevic und alle dort anwesenden Juden wurden jedoch im Juni 1941 von der Ustascha verhaftet und ins Konzentrationslager Jasenovac gebracht. | 1997 |
| Gavro Perkusic        |         |               | Sarajevo                  | Gavro Perkusic, ein Schneider und Besitzer eines Modehauses in Sarajevo, rettete das Leben der fünfköpfigen jüdischen Familie Montiljo. Menahem Montiljo war ein Nachbar und Freund von Gavro Perkusic und arbeitete als Schneider im Modehaus seines Freundes. Als ab Herbst 1941 die Verfolgungen der Juden zunahmen und die Familie Montiljo deportiert werden sollte, erreichte Perkusic das Menahem Montiljo als unentbehrlicher Arbeiter seines Betriebes eingestuft wurde und er erneuerte die Arbeits- und Aufenthaltsgenehmigung für die jüdische Familie mehrmals. Bis zur Befreiung 1945 blieb die Familie Montiljo in Sarajevo unter seinem Schutz. Perkušić nahm auch Menahems Bruder, Moric Montiljo, eine Zeit lang in seinem Geschäft auf und half ihm später bei der Flucht in die italienische Besatzungszone. | 1999 |
| Salih Pozder          |         |               | Sarajevo und Osijek       | Salih Pozder, ein Schneider und Besitzer eines Modehaus in Sarajevo, bewahrte ab 1941 seine jüdische Mitarbeiterin Bukica-Luna Altarac und ab 1942 deren siebenjährige Nichte Rachel Montiljo vor der Deportation. Für Bukica-Luna Altarac wandte er sich an die Behörden und bat um eine besondere Arbeitserlaubnis, die erteilt wurde. Für Rachel Montiljo bezahlte er viel Geld für falsche Papiere und brachte sie in muslimischer Kleidung von Osijek nach Sarajevo. Beide lebten bis Kriegsende bei Salih Pozder. Nach dem Krieg heirateten Pozder und Altarac und zogen Rachel Montiljo gemeinsam auf. | 1996 |
| Devleta Pozderac      |         |               | Cazin                     | Nurija Pozderac und seine Frau Devleta Pozderac, zwei muslimische Bosnier aus Cazin waren mit dem jüdischen Arzt Dr. Izidor Levi und seiner Frau Klara Levi befreundet, die seit 1936 in Cazin lebten. Als nach dem Einmarsch Nazi-Deutschlands in Jugoslawien im April 1941 die Verfolgung der Juden begann, versteckten die Pozderacs das Ehepaar Levi in ihrem Haus. Ende 1941 beschloss Nurija Pozderac zu den Partisanen zu gehen. Izidor Levi schloss sich ihm an. Klara Levi blieb im Haus der Pozderacs, wo Devleta Pozderac sie weiterhin bis zu ihrem Tod im Juni 1943 versteckte. Eine weitere Person, der die Pozderacs während des Krieges halfen, war Salomon Moni Atijas. Dem aus Bihac stammenden Atijas war die Flucht aus einem Zug gelungen, der jüdische Gefangene in das Konzentrationslager Jasenovac deportierte. Als er Cazin erreichte, beschäftigte Nurija Pozderac den jungen Mann als seinen Gärtner, und Atijas blieb unter seinem Schutz, bis auch er sich den Partisanen anschloss. | 2012 |
| Nurija Pozderac       | 1892    | 12. Juni 1943 | Cazin                     | Nurija Pozderac und seine Frau Devleta Pozderac, zwei muslimische Bosnier aus Cazin waren mit dem jüdischen Arzt Dr. Izidor Levi und seiner Frau Klara Levi befreundet, die seit 1936 in Cazin lebten. Als nach dem Einmarsch Nazi-Deutschlands in Jugoslawien im April 1941 die Verfolgung der Juden begann, versteckten die Pozderacs das Ehepaar Levi in ihrem Haus. Ende 1941 beschloss Nurija Pozderac zu den Partisanen zu gehen. Izidor Levi schloss sich ihm an. Klara Levi blieb im Haus der Pozderacs, wo Devleta Pozderac sie weiterhin bis zu ihrem Tod im Juni 1943 versteckte. Eine weitere Person, der die Pozderacs während des Krieges halfen, war Salomon Moni Atijas. Dem aus Bihac stammenden Atijas war die Flucht aus einem Zug gelungen, der jüdische Gefangene in das Konzentrationslager Jasenovac deportierte. Als er Cazin erreichte, beschäftigte Nurija Pozderac den jungen Mann als seinen Gärtner, und Atijas blieb unter seinem Schutz, bis auch er sich den Partisanen anschloss. | 2012 |
| Dr. Avdo Prohic       | 1902    | 1974          | Gracanica                 | Der Physiker Dr. Avdo Prohic und seine Mutter Esma Prohic, beide muslimischen Glaubens, versteckten in Gracanica die Jüdin Elizabeta Sonnenschein. | 2017 |
| Esma Prohic           | 1878    | 1951          | Gracanica                 | Der Physiker Dr. Avdo Prohic und seine Mutter Esma Prohic, beide muslimischen Glaubens, versteckten in Gracanica die Jüdin Elizabeta Sonnenschein. | 2017 |
| Sabrija Prohic        | 1900    |               | Zagreb                    | Sabrija Prohic und seine Ehefrau Safeta Prohic, beide muslimischen Glaubens, versteckten in Zagreb die Jüdin Nada Aviva Elizabeta Fox. | 2017 |
| Safeta Prohic         |         |               | Zagreb                    | Sabrija Prohic und seine Ehefrau Safeta Prohic, beide muslimischen Glaubens, versteckten in Zagreb die Jüdin Nada Aviva Elizabeta Fox. | 2017 |
| Risto Ristic          |         | 2002          | Bijeljina                 | Risto Ristic, ein kommunistisch eingestellter Serbe aus Bijeljina, erfuhr am 2. August 1942 von einer verwandten Postmitarbeiterin, das eine Spezialeinheit der Ustascha am Folgetag alle noch im Ort verbliebenen Juden verhaften und deportieren werde. Ristic lief daraufhin von einem jüdischen Haus zum nächsten, warnte die Bewohner vor der drohenden Gefahr und forderte sie auf, so schnell wie möglich zu fliehen. Dann half er der sechsköpfigen jüdischen Familie Volah bei der Flucht in ein Nachbardorf, in dem sie bis 1943 bleiben konnte. Dank Ristics Initiative konnten mehr als zwanzig jüdische Mitbürger vor den Verfolgungen gerettet werden. | 1994 |
| Mevle Sabanovic       |         |               | Sarajevo                  | Merle Sabanovic versteckte Sara, Joseph und Victor de Bartoli. | 2019 |
| Ahmed Sadik           | 1884    | 1. Apr. 1945  | Konjic                    | Ahmed Sadik rettete seinen jüdischen Freund Isidor Papo mit seiner Frau und seinen zwei Kindern. Ohne zu zögern, brachte Sadik die Familie zu sich nach Hause und beschaffte Dokumente, die es ihnen ermöglichte, die italienische Besatzungszone zu erreichen. Ahmed Sadik bezahlte für seine Heldentat mit seinem Leben. Er wurde denunziert und deportiert. Alle Familienmitglieder der Familie Papo haben den Krieg überlebt. | 1984 |
| Elza Saracevic        |         |               | Sarajevo                  | Ferid Saracevic, seine Ehefrau Elza Saracevic und ihre beiden Kinder Sead Saracevic und Emira Saracevic versteckten im April 1941 – als die Deutschen in Sarajevo einmarschieren – in ihrem Haus zunächst für kurze Zeit den befreundeten jüdischen Kinderarzt Dr. Leon Peric, eines der Oberhäupter der örtlichen jüdischen Gemeinde und Mitglied der Führung der zionistischen Bewegung, und dessen Frau Lili Peric. Dr. Peric und seine Frau kehrten in ihr Haus zurück. Hier wurde Peric verhaftet, ins KZ Jasenovac gebracht und kam dort um. Seine Frau Lili Peric fand von Herbst 1941 bis Anfang 1943 erneut Unterschlupf im Haus der Saracevics, zog aber Anfang 1943 – um ihre Gastgeber nicht länger zu gefährden – zu ihrem Bruder nach Split, das zu diesem Zeitpunkt in der italienischen Besatzungszone lag. Als die Italiener im September 1943 vor den Alliierten kapitulierten und die Deutschen in Split einmarschierten, wurden Lilis Bruder und seine Frau gefangen genommen und ins KZ Jasenovac deportiert. Lili Peric versteckte sich mit den beiden Töchtern seines Bruders, Bianca Kabilio und Palomba Kabilio, zunächst in Split und von Ende 1943 bis Kriegsende wieder im Haus der Familie Saracevic in Sarajevo. | 1994 |
| Emira Saracevic       |         |               | Sarajevo                  | Ferid Saracevic, seine Ehefrau Elza Saracevic und ihre beiden Kinder Sead Saracevic und Emira Saracevic versteckten im April 1941 – als die Deutschen in Sarajevo einmarschieren – in ihrem Haus zunächst für kurze Zeit den befreundeten jüdischen Kinderarzt Dr. Leon Peric, eines der Oberhäupter der örtlichen jüdischen Gemeinde und Mitglied der Führung der zionistischen Bewegung, und dessen Frau Lili Peric. Dr. Peric und seine Frau kehrten in ihr Haus zurück. Hier wurde Peric verhaftet, ins KZ Jasenovac gebracht und kam dort um. Seine Frau Lili Peric fand von Herbst 1941 bis Anfang 1943 erneut Unterschlupf im Haus der Saracevics, zog aber Anfang 1943 – um ihre Gastgeber nicht länger zu gefährden – zu ihrem Bruder nach Split, das zu diesem Zeitpunkt in der italienischen Besatzungszone lag. Als die Italiener im September 1943 vor den Alliierten kapitulierten und die Deutschen in Split einmarschierten, wurden Lilis Bruder und seine Frau gefangen genommen und ins KZ Jasenovac deportiert. Lili Peric versteckte sich mit den beiden Töchtern seines Bruders, Bianca Kabilio und Palomba Kabilio, zunächst in Split und von Ende 1943 bis Kriegsende wieder im Haus der Familie Saracevic in Sarajevo. | 1994 |
| Ferid Saracevic       |         |               | Sarajevo                  | Ferid Saracevic, seine Ehefrau Elza Saracevic und ihre beiden Kinder Sead Saracevic und Emira Saracevic versteckten im April 1941 – als die Deutschen in Sarajevo einmarschieren – in ihrem Haus zunächst für kurze Zeit den befreundeten jüdischen Kinderarzt Dr. Leon Peric, eines der Oberhäupter der örtlichen jüdischen Gemeinde und Mitglied der Führung der zionistischen Bewegung, und dessen Frau Lili Peric. Dr. Peric und seine Frau kehrten in ihr Haus zurück. Hier wurde Peric verhaftet, ins KZ Jasenovac gebracht und kam dort um. Seine Frau Lili Peric fand von Herbst 1941 bis Anfang 1943 erneut Unterschlupf im Haus der Saracevics, zog aber Anfang 1943 – um ihre Gastgeber nicht länger zu gefährden – zu ihrem Bruder nach Split, das zu diesem Zeitpunkt in der italienischen Besatzungszone lag. Als die Italiener im September 1943 vor den Alliierten kapitulierten und die Deutschen in Split einmarschierten, wurden Lilis Bruder und seine Frau gefangen genommen und ins KZ Jasenovac deportiert. Lili Peric versteckte sich mit den beiden Töchtern seines Bruders, Bianca Kabilio und Palomba Kabilio, zunächst in Split und von Ende 1943 bis Kriegsende wieder im Haus der Familie Saracevic in Sarajevo. | 1994 |
| Sead Saracevic        |         |               | Sarajevo                  | Ferid Saracevic, seine Ehefrau Elza Saracevic und ihre beiden Kinder Sead Saracevic und Emira Saracevic versteckten im April 1941 – als die Deutschen in Sarajevo einmarschieren – in ihrem Haus zunächst für kurze Zeit den befreundeten jüdischen Kinderarzt Dr. Leon Peric, eines der Oberhäupter der örtlichen jüdischen Gemeinde und Mitglied der Führung der zionistischen Bewegung, und dessen Frau Lili Peric. Dr. Peric und seine Frau kehrten in ihr Haus zurück. Hier wurde Peric verhaftet, ins KZ Jasenovac gebracht und kam dort um. Seine Frau Lili Peric fand von Herbst 1941 bis Anfang 1943 erneut Unterschlupf im Haus der Saracevics, zog aber Anfang 1943 – um ihre Gastgeber nicht länger zu gefährden – zu ihrem Bruder nach Split, das zu diesem Zeitpunkt in der italienischen Besatzungszone lag. Als die Italiener im September 1943 vor den Alliierten kapitulierten und die Deutschen in Split einmarschierten, wurden Lilis Bruder und seine Frau gefangen genommen und ins KZ Jasenovac deportiert. Lili Peric versteckte sich mit den beiden Töchtern seines Bruders, Bianca Kabilio und Palomba Kabilio, zunächst in Split und von Ende 1943 bis Kriegsende wieder im Haus der Familie Saracevic in Sarajevo. | 1994 |
| Zora Sebek            |         |               | Mostar und Sarajevo       | Zora Sebek versteckte den jüdischen Flüchtling Fritz Cahn aus Deutschland für zwei Monate in ihrer Wohnung, die sie gemeinsam mit ihrem Bruder und ihrer Mutter bewohnte. Sebeks Bruder, der der bosnischen Widerstandsbewegung angehörte, stellte für Cahn den Kontakt zu den Partisanen her, bei denen dieser bis zum Kriegsende kämpfte. Zora Sebek half auch anderen jüdischen Bekannten. So besorgte sie gefälschte Ausweispapiere und schmuggelte zwei jüdische Mädchen von Sarajevo nach Mostar. | 1995 |
| Roza Sober-Dragoje    | 1922    |               | Sarajevo                  | Roza Sober-Dragoje, eine Christin, und Zekira Besirevic, eine Muslimin, arbeiteten im Schönheitssalon von Mordo Albahari, eines Juden aus Sarajewo. Als die Deportationen begannen versteckten sie ihren Arbeitgeber und dessen Nichte Gracija Kamhi zunächst in ihren Wohnungen, später für mehrere Monate im Laden von Mordo Albahari und versorgten sie mit allem Lebensnotwendigen. | 2000 |
| Adam Till             |         |               | Mostar und Sarajevo       | Adam Till, ein deutschstämmiger Architekt und Leiter einer Baufirma in Sarajevo, bemühte sich nach dem Einmarsch der Deutschen und ihrer Verbündeten in Jugoslawien um Aufenthalts- und Arbeitsgenehmigungen für seine jüdischen Mitarbeiter, darunter die Ingenieure Jahiel Finzi und Reiss. Dies verschaffte diesen mehr Zeit ihre Flucht zu planen und durchzuführen. Seinen Mitarbeiter Isak Papo, dessen Mutter Hana Papo und Schwester Erna Papo versteckte er vom Sommer 1941 bis September 1942 in seinem Büro und versorgte sie mit Lebensmitteln. Im September 1943 brachte Adam Till Hana Papo und Erna Papo nach Mostar, versteckt in einem mit Baumaterialien beladenen Lastwagen. Später im Jahr gelang es ihm auch Isak Papo in die italienischen Besatzungszone zu bringen. | 1995 |
| Slavko Zaffani        | 1902    | 31. Dez. 1964 | Sevran                    | Slavko Zaffani beschaffte in Sevran gefälschte Ausweispapiere für sieben Mitglieder der jüdischen Familie Gersztenkorn. | 2016 |
| Silvestar Zubić       |         |               | Vukovar                   | Silvestar Zubić, ein Religionslehrer, und seine Freundin Mirjana Andrejevic, ein Dienstmädchen versteckten in Vukovar die Jüdin Batya Gat. | 2019 |